# Brujos de Chiloé
Los brujos de Chiloé son personajes de la mitología de Chiloé, un archipiélago ubicado en la Región de los Lagos, al sur del país. Es una de las tradiciones sobre brujería en Chile más arraigadas del folclore nacional.  
Tienen su origen en la atribución de poderes mágicos que se hacía en tiempos pasados a las personas reales, como son las que poseen conocimientos de medicina naturista; y posiblemente también a practicantes, personajes existentes en la tradición y religión tradicional mapuche, como son la machi y principalmente los calcus, fusionándolos con las creencias de las brujas europeas, en un sincretismo cultural y religioso.
Es una de las creencias mágicas que ha perdurado en el archipiélago de Chiloé hasta el siglo XXI. Varios estudiosos se han dedicado a reconstruir estas prácticas, tratando de decodificar sus influencias, como Renato Cárdenas y Gonzalo Rojas Flores.

## Origen

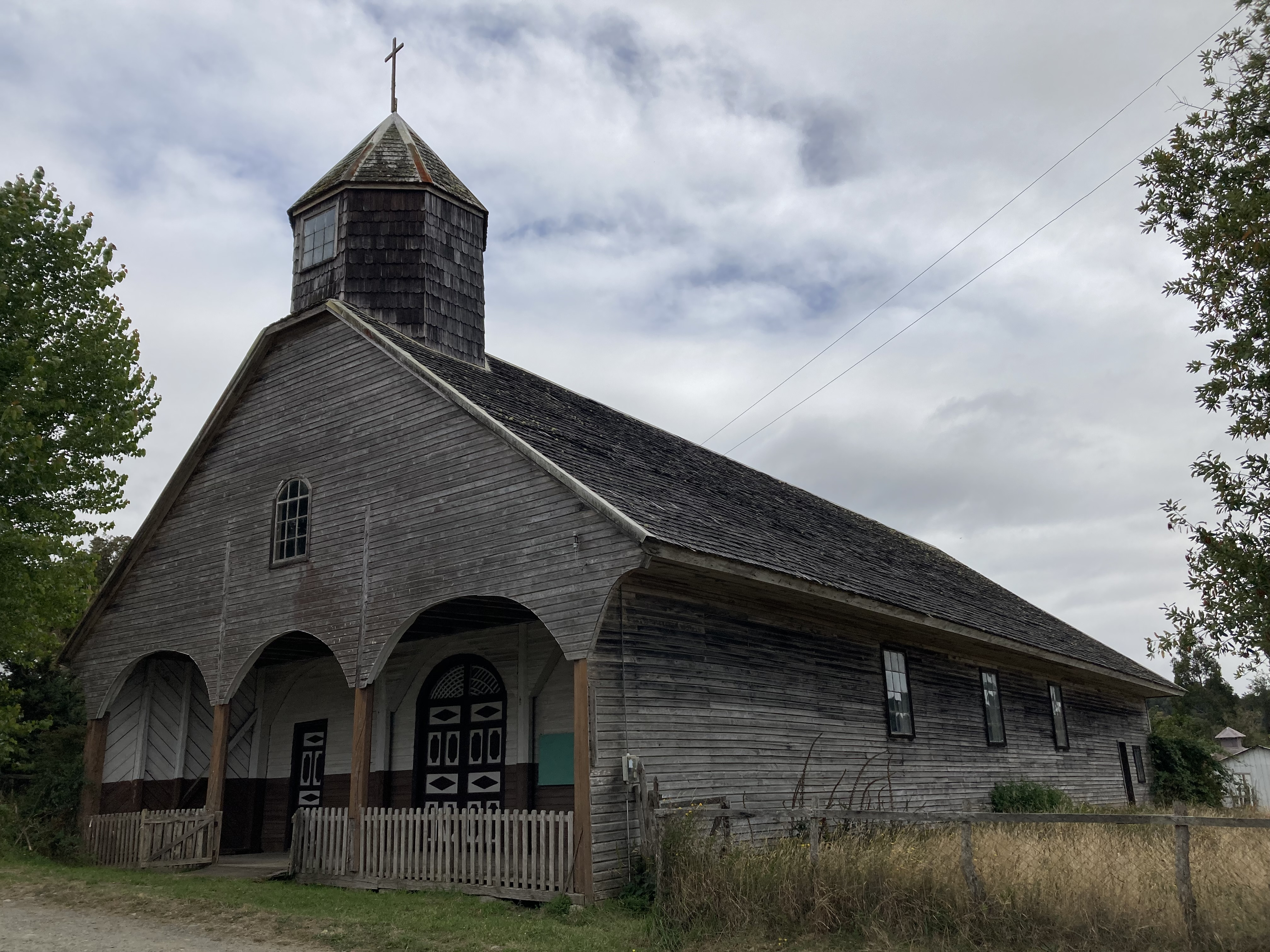
Iglesia de Quicaví, localidad asociada tradicionalmente a la brujería de Chiloé.

A la llegada de los españoles, Chiloé estaba habitado por chonos, cuncos y huilliches, todos ellos con diferentes creencias religiosas. Estos pueblos adoptaron el catolicismo llevado por los españoles, pero no dejaron completamente de lado sus propios ritos. Muchos de ellos y los conocimientos sobre los usos de las plantas como medicina o como veneno se mantuvieron en secreto por temor a ser acusados de brujería. 
Quienes poseían estos conocimientos eran evitados e incluso temidos por sus vecinos, que les atribuían grandes poderes y tratos con el Diablo. A veces, ellos mismos se atribuían estos poderes para sacar provecho de la situación. El año 1880, en el Juzgado de Ancud se condujo el "proceso a los brujos de Chiloé", por orden del Intendente de Chiloé, en el que fueron llevadas a juicio decenas de personas que declararon pertenecer a una sociedad secreta llamada Recta Provincia, que trabajaba por encargo para dañar o curar a otras personas y administraba justicia. Muchos de estos "brujos" fueron encarcelados por su participación en asesinatos y otros delitos y luego se les liberó por no existir pruebas materiales de los hechos y por no poderse demostrar que si hubieran pertenecido a una asociación de brujos habrían estado cometiendo un delito. Sin embargo, no se sabe con seguridad cuánto de las declaraciones efectuadas era real, pues es posible que hayan sido objeto de torturas para forzar las confesiones.
En el siglo XXI, la creencia en brujos continúa arraigada en Chiloé. Pero aparte de calificar como tales a quienes tienen conocimientos en medicina natural o creencias en la magia, el apelativo se usa como un recurso para menoscabar la reputación de las personas, sobre todo cuando son pobres, indígenas o ancianos.
Un hecho curioso es que cuando en la Escuela de Quicaví se organizó una consulta entre los niños para ponerle un nombre, ellos decidieron bautizarla "Aquelarre".

## Creencias
La creencia popular ha atribuido a los brujos de Chiloé una organización compleja, la ayuda de criaturas mágicas y numerosos poderes y debilidades.

### Iniciación
Se dice que ingresar a la Brujería en Chiloé es un gran privilegio, y que normalmente se da preferencia a los familiares e hijos de los brujos, o a algunas pocas personas especiales que han hecho algún trato con ellos.
Para convertirse en un brujo hay que realizar una serie de ritos. En primer lugar, es necesario "lavarse el bautismo", es decir, abandonar el cristianismo por medio de un ritual en que el aspirante debe pasar cuarenta noches con la cabeza bajo un traiguén, es decir, una pequeña cascada. Algunos la localizan en Nalhuitad y otros en Tocoihue. En ella también se baña el Camahueto y los brujos ya iniciados para tener fortaleza. Luego hay que llamar en voz alta al Diablo para poder de este modo borrar el sacramento. Si desea quitarse el bautismo más rápido y mostrar su interés ante los brujos; debe lavarse la cabeza y cuerpo del iniciado con sangre de un recién nacido no bautizado. Este ritual lo realizarían para alcanzar una gran fortaleza mental y adquirir una sensibilidad más aguda, con la cual pueden percibir los pensamientos de hasta los humanos más puros que existan.
Luego de cumplir estas pruebas, el brujo es llevado a la Cueva ante la presencia de la Mayoría y así ser presentado ante la jefatura que es presidida por el Buta, y que ha sido reunida en sesión solemne para dictaminar su última prueba de iniciación. Generalmente se trata de asesinar a un pariente amado y debe ejecutarse un día martes en la noche. Posteriormente, durante una noche obscura, debe dar tres vueltas completas alrededor de las islas, yendo desnudo y gritando un llamado al Diablo. En este trayecto no le está permitido caminar por las pampas ni por caminos costeros, ya que un brujo instructor lo va vigilando durante todo el camino. Al llegar a los tajamares, y al estar la marea baja, el iniciado debe lanzarse al agua. Una vez que ya ha llegado a su destino y realizado el rito, y si ya se le ha aparecido el diablo; el jefe le hace entrega del chaleco "macuñ" confeccionado anteriormente por el mismo iniciado.
Al terminar sus pruebas, debe tomar el juramento, que incluye la adhesión al Demonio, pues el Demonio es el jefe supremo de la Brujería; el mantener el secreto de que es brujo, porque de no hacerlo, moriría antes de un año. Luego de cumplido su ingreso, se celebra un gran banquete que tiene como plato principal la carne asada de un bebé.
Luego el ya aprendiz de brujo, es recluido por algún tiempo portando en su frente una lagartija sujeta con un pañuelo rojo, para que de esta forma adquiera sabiduría. Una vez familiarizado con la lagartija, la que no cabe duda le ha transmitido algún mágico poder, puede presenciar las transformaciones de su maestro en animal (lagartija, perro, caballo, etcétera). Puede también observar como vuela, cómo se abren las puertas sin auxilio de llaves, cómo se hace dormir a la gente, etcétera. Posteriormente, algunos miembros antiguos y sabios, le enseñarán los poderes, habilidades y reglas, como la prohibición de probar la sal, y la prohibición de violar o robar, ya que está prohibido por su Código de Moral. Este Código también le impide otros usos de su magia que impliquen apropiarse de lo ajeno, aun cuando tenga extrema necesidad, ya que un brujo no debe dejarse llevar por esos deseos.

### La Recta Provincia

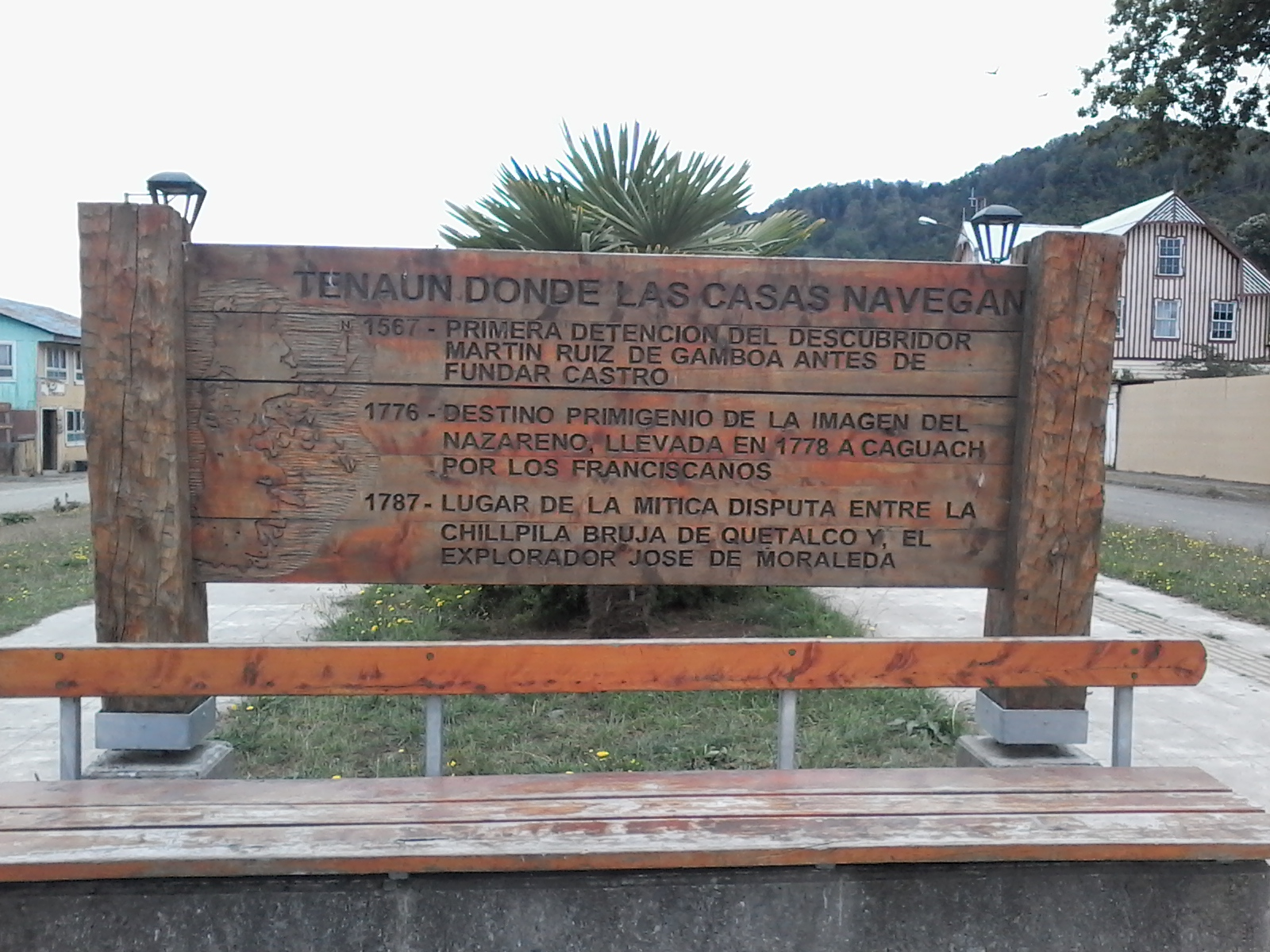
Cartel con hitos históricos del pueblo de Tenaún en que se menciona a la bruja Chillpila y a José de Moraleda.

En la mitología, que mantiene puntos en común con la historia real de los brujos, la organización de la que formaban parte se llamaba Recta Provincia y estaba dirigida por la Mayoría. Sus orígenes se remontan a la Colonia, cuando el piloto José de Moraleda visitó Chiloé para levantar cartografía. 
Según la tradición, el español desafió el poder de la machi Chilpilla mediante una competencia de "magia". El resultado de esta competencia, sería la derrota de Moradela, al lograr la Machi dejar el barco del español en seco. 
Él aceptando su derrota, le habría obsequiado a la Machi un libro de magia, con el que posteriormente se instruyeron algunos indígenas (entre ellos, Machis y Calcus). Este hecho habría producido la convergencia y unión de los rituales y prácticas indígenas con el conocimiento descrito en el libro obsequiado; lo que terminaría por dar origen a esta sociedad secreta de Brujos de Chiloé. 
Sin embargo, hay que indicar que Moraleda no menciona en su informe haberse encontrado con la "hechicera" Chillpila, pero sí el hecho de que haya querido hacer contacto con alguna machi.
La jurisdicción de la Recta provincia se extendía por todo el Archipiélago y estaba a cargo de un rey, que junto a otros subalternos formaban un consejo gobernante o Mayoría. Existían siete Distritos o Repúblicas con nombres en clave tomados de lugares de España y de sus colonias: Buenos Aires (Achao), España (Queilen y sus alrededores), Lima (Quicaví), Perú (Caucahué), Salamanca (Rauco), Santiago (Tenaún) y Villarrica (Dalcahue).
La sede del Rey estaba en la Cueva de Quicaví o Casa Grande, en los alrededores de Quicaví, en la comuna de Quemchi. Según la tradición, la Cueva tenía su entrada en una quebrada y estaba vigilada por un ser deforme, el Invunche. Allí se guardaba el Libro, el Levisterio o Revisorio, un instrumento que utilizaban para hacer diversos exámenes, y el Chayanco, usado para vigilar a todos los miembros de la comunidad de brujos. Esta cueva mediría aproximadamente 200 metros de largo por 3 de alto; y sería un sitio subterráneo con muchas dependencias iluminado por antorchas y cántaros de aceite humano, según cuenta Judit Inzunza.[cita requerida]

### Poderes y debilidades
A los brujos se les atribuyen muchos poderes y debilidades, derivados de su condición y de la ayuda de objetos mágicos. El brujo puede suspender en los aires y llevar volando consigo a cualquiera persona; pero solo hasta una cuadra de distancia, el poder de metamorfosearse en perros o gatos negros, o en ciertas aves agoreras como el coo, el deñi, etcétera, y la facultad de tirar males, es decir, hacer daño a distancia. Otros poderes provienen de su gran conocimiento de los usos de plantas y partes de diversos animales, así como el saber necesario para domesticar el Caballo marino y otros animales mitológicos. Además pueden abordar el mítico barco llamado el Caleuche, sin ser tomados como esclavos por este.
El brujo puede hacer dormir a su víctima con el objeto de penetrar impunemente en su vivienda, sajarle la espalda, brazos o piernas con uñas de coo (pequeña lechuza) y arrancarle de raíz el pelo, o sea laucarlo, ora con el solo objeto de hacerle mal ora para servirse de esos cabellos para la confección de los polvos con que tiran (causan) enfermedades. Hay, sin embargo, que advertir que, para hacer dormir a las personas, es preciso que el brujo sepa el nombre de pila de ellas.
Sus debilidades incluyen el no poder probar la sal, el tener muy poca tolerancia al humo de canelo. Cabe también la posibilidad de descubrirlos por ciertos indicios, como su uso de bufandas o prendas de cuello alto durante todo el año para ocultar un tatuaje distintivo o la incapacidad de abandonar una casa cuando se sientan en una silla que contiene agujas en cruz o también se tira al fogón sal o afrecho, así el brujo empieza a estornudar y morirá sarnoso antes del año.

### Objetos mágicos
Todo brujo chilote cuenta con un "macuñ" (del mapudungun makuñ: "manto") o "chaleco" hecho con la piel del pecho de un muerto. No tiene espaldar y se ata con cordones a la espalda. Mientras no se usa el macuñ se enrolla como erizo. Y al extenderlo el brujo y ponérselo, alumbra como el mejor farol. Las personas que han visto un macuñ dicen que es una cosa parecida a una 'cola', más suave que la seda, y que, si se le desdobla, grita: 'thac', salta y vuelve a enrollarse, infundiendo así profundo temor al impío que se ha atrevido a tocarlo. Sin él el brujo no sería nada. Con éste puede convertirse en animal, volar, abrir puertas, hacerse invisible, usar ciertas expresiones cabalísticas. Las propiedades del macuñ en cuanto a hacer volar a su dueño, alumbrar su camino y detectar la presencia humana, son reconocidas por todos los autores consultados. Por usar una prenda confeccionada con piel humana reciben el nombre despectivo de pelapechos y existen personas que hacen cortes en los cadáveres de sus familiares para evitar que sus cuerpos sean profanados. Colgada al pecho llevan una lámpara de aceite humano que despide una luz verdosa.

## Obras relacionadas
- Existe actualmente en Chile un personaje conocido como "El Brujo" (ver historieta El Brujo), que apareció originalmente en la revista Caleuche Comic y ahora aparece en las páginas de la revista Héroes. Se trata de un superhéroe bastante flojo y egocéntrico, cuyos poderes y habilidades están basados en la brujería chilota. El macuñ es acá una capa, y sus aliados son un invunche (que contrario a la leyenda es un ser muy inteligente, por ser un experimento fallido, como el mismo explica) y una voladora (que también, contrario a la leyenda es joven y hermosa, por la misma razón).
- En 2014, el artista visual chileno Patricio Paretti realizó la serie animada de televisión “Magallanes, un cuento mágico” transmitida por canal de cable UMAGTV, que tuvo como personaje central a “Don Eleuterio”, un Brujo chilote que vivía en Punta Arenas y que contaba historias sobrenaturales acontecidas en la Patagonia chilena. La obra audiovisual fue inspirada en diversas creencias locales, principalmente en mitos, leyendas y brujería provenientes de la Isla grande de Chiloé. En uno de los episodios, "Las entrañas de la muerte", una bruja usa un macuñ o pechera mágica tanto para volar, para convertirse en luz mala, como también para convertirse en animal. El macuñ se muestra como una pieza estilizada de cuero parecida a un corsé, fabricada con piel de bebé e hilos de crin de caballo. El mismo episodio hace mención a maleficios con tierra de cementerio, un elemento vital para la realización de magia negra por parte de los brujos.[2]
- Los brujos de Chiloé han sido el tema central de varias novelas, entre las que se cuentan:
  - "El Levisterio: Brujos y Corsarios en el Chiloé del siglo XVII" de Persus Nibaes, 2017.
  - "Sangre de Trauco" de Miguel Ferrada, 2020.
  - "La hermandad de la casa grande" de Eduardo Pérez Arroyo, 2021.